# Center for Climate and Energy Solutions
Le Center for Climate and Energy Solutions (C2ES) (en français Centre pour les solutions climatiques et énergétiques, est une organisation environnementale à but non lucratif basée à Arlington, en Virginie. Lancée en 2011, C2ES est le successeur du Pew Center on Global Climate Change. C2ES travaille en étroite collaboration avec les décideurs et les parties prenantes pour promouvoir des politiques pragmatiques et efficaces aux niveaux étatique, national et international. 

## Stratégies
Le Business Environmental Leadership Council (BELC) du Pew Center est devenu la plus grande association d'entreprises basée aux États-Unis, résolue à faire progresser les solutions politiques et commerciales en matière de lutte contre le changement climatique. Le Conseil a commencé avec 13 membres et en 2008, il comprenait «44 entreprises avec une capitalisation boursière de 2 800 milliards de dollars, soit une part non négligeable de l'économie mondiale», selon McClatchy Newspapers. Il comprend désormais plus de 30 sociétés, principalement du groupe Fortune 500, dont les revenus combinés s'élèvent à 2 000 milliards de dollars. Les salariés rattachés à ce groupement emploient 3,5 millions de personnes. Le Pew Center a également été un membre fondateur et actif du Partenariat américain pour l’action contre le climat (USCAP), une coalition influente d'entreprises et d'ONG qui appelle le Congrès à mettre en place une politique nationale contraignante sur le climat. 
C2ES a également collaboré avec plusieurs sociétés, notamment Entergy et Alcoa, dans le cadre du programme Make a Impact, qui implique les employés et aide les particuliers à prendre des mesures pour réduire leur empreinte carbone. 
C2ES figure parmi les meilleurs groupes de réflexion sur l'environnement dans le classement mondial des groupes de réflexion Go to Think, d'après un sondage mené par l'Université de Pennsylvanie auprès de centaines d'universitaires et d'experts. 